# Pierre III du Kongo
Pierre  III du Kongo (mort en 1683)   (Nsimba a Ntamba en Kikongo et  D. Pedro III en portugais). Prétendant au titre de manikongo du royaume du Kongo  en 1669 et roi de Lemba-Bula de 1669/1674 à 1683

## Origine
En 1667 le roi Alvare VIII du Kongo envoie un ambassadeur à Luanda négocier avec les Portugais un traité destiné à clore le conflit lié au droit d'exploitation des mines dans le royaume du Kongo. Les deux provinces les plus  concernées sont Mbamba et Mpemba contrôlées respectivement par le duc Dom Téodosio et le Marquis Dom Pedro .  
Le duc Teodosio accepte la décision royale mais Pedro de Mpemba se révolte, tue Teodosio envahit São Salvador la capitale où il tue Alvare VIII et se fait proclamer roi sous le nom de Pierre (II) du Kongo en janvier 1669. Le comte de Soyo réagit reprend  la  capitale  tue le prétendant et fait nommer un autre Kimpanzu Alvare IX. En 1670 Le nouveau marquis de Mpemba Dom Raphaël, un Kinlaza, occupe à son tour la capitale expulse le roi et se proclame souverain.
Lors des  troubles qui s'étaient produit  à São Salvador depuis 1666, beaucoup de Kongolais avait quitté  la ville afin de s'établir à Lemba, dans la région de  Bula.  Un parti  constitué de membres du Kanda Kinlaza  y appelle Pierre Nsimba Ntamba, apparenté par sa mère Dona Potencia à la reine Ana Afonso de Leão et  époux d'Ana une fille de Garcia II du Kongo qui y établit en juin 1669 le siège de son autorité et prend le nom: de Pierre III. 
Mettant à profit la brève crise de succession dans le comté de Soyo entre la mort de Pedro II da Silva (1672-1674) et l'élection de Paulo III da Silva (1674-1675), Pierre III  attaque son concurrent Raphaël Ier  du Kongo, qui s'était rétabli comme roi  à São Salvador et le chasse en 1673 mais il ne s'établit pas dans la capitale qui est occupée par un Kimpanzu Alphonse III du Kongo. Paulo III da Silva disparait rapidement et il est remplacé par son neveu Salvator da Silva puis par  Estêvão II Afonso da Silva (1676-1681) qui stabilise la situation et intervient en faveur d Alphonse III du Kongo. Bien que Pierre III ne sorte pas de Mbula Alphonse III est tué lors d'un combat et remplacé par Daniel Ier. En 1678  les armées de Pierre III attaquent São Salvador avec ses mercenaires Yakas et massacre   Daniel Ier Guzman. La capitale pillée et dévastée est alors abandonnée par ses habitants. Au Soyo,  Estêvão II Afonso da Silva est remplacé par Antonio Baretto da Silva (1681-1691) et Pierre III recherche un accord avec lui et demande la main de l'une de ses sœurs. L'union est conclu mais lors de la trêve prévue pour les noces,  Pierre III est  traîtreusement assassiné par Manuel de Vuzi a Nóbrega, le frère de Daniel Ier en 1683. Son frère Nzuzi a Ntamba  assure sa succession au trône de Bula sous le nom de Jean II du Kongo d'abord sous le  régence de leur mère Dona Potencia puis de leur sœur Dona Elena.

## Sources
- (pt) Fernando Campos « O rei D. Pedro IV Ne Nsamu a Mbemba. A unidade do Congo », dans África. Revista do centro de Estudos Africanos, USP  S. Paulo 18-19 (1)  1995/1996.
- (en) John Kelly Thornton, The Kongolese Saint Anthonty: Dona Beatriz Kimpa Vita and the Antonian Movement, 1684–1706, Cambridge, Cambridge University Press, 1998, 228 p. (ISBN 9-780521-596497), p. 22,40,79